# Schülerunion
| Logo                                       | Logo |
| ------------------------------------------ | --- |
|                                            | |
| Basisdaten                                 | |
| Gründungsdatum:                            | 29. September 1973 |
| Gründungsort:                              | Wien, Österreich |
| Gründungsname:                             | Union Höherer Schüler, heute Schülerunion |
| Bundesobmann/-frau:                        | Maximilian Pech |
| Bundesschulsprecher/in:                    | Mira Langhammer |
| Säulen:                                    | Aktion, Service, Vertretung |
| Claim:                                     | Weil Schule mehr kann! |
| Vision Statement:                          | Die Schülerunion setzt sich für eine Schule ein, die individuell auf jede Schülerin und jeden Schüler eingeht. Eine Schule, die Freude am Lernen weckt. Eine Schule, die aufs Leben vorbereitet. |
| Gliederung:                                | Die Bundesorganisation, Landesorganisationen in allen Bundesländern, darüber hinaus Regionalgruppen in Bezirken                                                                                  |
| Website:                                   | www.schuelerunion.at |
| LSV-Mandate:                               | 125/163 |
| BSV-Mandate:                               | 23/29 |
| Gestellte Bundesschul- sprecher seit 1981: | 39/43 |

Die Schülerunion ist eine österreichische ÖVP-nahe Schülerorganisation. Sie wurde auf Initiative vom Mittelschüler-Kartell-Verband (MKV) und der Jungen ÖVP (JVP) im Jahr 1973 noch unter dem Namen “Union Höherer Schüler (UHS)” gegründet, agiert aber eigenständig. Im Jahr 1994 wurde die UHS in Schülerunion (SU) umbenannt. Sie ist ein ehrenamtlicher Verein und ihr erklärtes Ziel ist es, Österreichs Schulen zu verbessern. An der Spitze der Bundesorganisation steht seit August 2024 Bundesobmann Vincent Reisner. Zu ihren Vorgängern zählen unter anderem die ÖVP-Politiker Othmar Karas und Silvia Grünberger. Des Weiteren stellt die Schülerunion zum 21. Mal in Folge in der Bundesschülervertretung die Bundesschulsprecherin. Bundesschulsprecherin im Schuljahr 2024/25 ist Mira Langhammer.

## Geschichte
Die Schülerunion wurde am 29. September 1973 auf Bestreben der Jungen ÖVP und des Mittelschüler-Kartell-Verbands als Union Höherer Schüler (UHS) gegründet. 1994 benannte sich die Organisation in Schülerunion um, weil sie sich gegenüber mittleren Schulen und Berufsschulen öffnen wollte. Dafür gab es eine knappe Zwei-Drittel-Mehrheit, die oberösterreichische Landesorganisation machte diesen Schritt jedoch nicht mit und nennt sich bis heute Union Höherer Schüler. Jedoch wurde 2020 die Lehrlingsunion in Oberösterreich gegründet, die sich gezielt für Berufsschüler einsetzt.

## Struktur
Die Schülerunion wird vom Bundesvorstand geleitet, welcher einmal jährlich auf dem Bundestag gewählt wird. Unter der Bundesorganisation sind die neun Landesorganisationen strukturiert, unter welchen wiederum Regional-, Bezirks- oder Aktionsgruppen stehen.
Die Schülerunion war bis 2004 Mitglied im europäischen Schülerdachverband OBESSU.

## Einfluss und Positionen
Die Schülerunion sieht ihren Aufgaben- und Kompetenzbereich nach eigenen Angaben ausschließlich im schulpolitischen Sektor. In ihrem Positionspapier finden sich alle ihre Forderungen und Positionen wieder. Die Grundlage für dieses Positionspapier bildet das Grundsatzprogramm, in welchem die Grundwerte, Grundprinzipien und Grundsätze des Vereins niedergeschrieben sind.
Ihre Mandate in der Bundesschülervertretung und in den neun Landesschülervertretungen setzen sich gegenüber dem Bildungsministerium für die Positionen und Forderungen ihrer Schülerorganisation ein. Dadurch ist es ihnen auch schon oft gelungen, Forderungen umzusetzen. Die jüngsten Erfolge sind beispielsweise die Einführung von Ethik als alternatives Pflichtfach (2020), die freiwillige mündliche Matura während der Corona-Pandemie (2019–2021), die Einführung des Pflichtfachs Digitale Grundbildung (2021), sowie das langfristige Miteinbeziehen der Jahresnote in die Maturanote (2021).
Eine der längsten und wichtigsten Forderungen der Schülerunion ist die Einführung von Politischer Bildung als eigenständiges Pflichtfach. Im Mittelpunkt steht für sie der individuelle Schüler, den sie durch Schulautonomie, Konzepten zur Talenteförderung, kleinen Klassen und mehr Lehrpersonen maßgeschneidert fordern und fördern möchte. Sie setzt sich gegen Frontalunterricht und für Methodenvielfalt ein. Auch findet sie, dass viel wesentliches Wissen „fürs Leben nach der Schule“ momentan in der Schule noch keinen Platz findet. Beispiele dafür sind Soft Skills wie Rhetorik, Leadership und Projektmanagement, Wirtschafts- und Finanzbildung, aber auch intensive Berufs- und Studienorientierung. Weiters bekennt sich die Schülerunion zum differenzierten Schulsystem und ist deswegen auch gegen die Einführung einer Gesamtschule.

## Bundesobmänner und Bundesgeschäftsführer
| Jahr    | Bundesobmann                                    | Bundesgeschäftsführer         |
| ------- | ----------------------------------------------- | ----------------------------- |
| 1973/74 | Christian Raming (KTN)                          |                               |
| 1974/75 | Christian Raming (KTN)                          |                               |
| 1975/76 | Günther Ofner (BGLD)                            |                               |
| 1976/77 | Othmar Karas (NÖ)                               | Johannes Hahn                 |
| 1977/78 | Othmar Karas (NÖ)                               |                               |
| 1978/79 | Othmar Karas (NÖ)                               | Peter Prantl                  |
| 1980/81 | Karl Schwabe (KTN)                              |                               |
| 1981/82 | Werner Suppan (KTN)                             |                               |
| 1982/83 | Werner Suppan (KTN)                             |                               |
| 1983/84 | Thomas Uher (W)                                 |                               |
| 1984/85 | Thomas Uher (W)                                 |                               |
| 1985/86 | Ralf Böckle (VBG)                               |                               |
| 1986/87 | Ralf Böckle (VBG)                               |                               |
| 1987/88 | Klaus Schöffmann (KTN)                          |                               |
| 1988/89 | Klaus Schöffmann (KTN)                          |                               |
| 1989/90 | Roman Kunyik (W)                                |                               |
| 1990/91 | Roman Kunyik (W)                                |                               |
| 1991/92 | Romy Seidl (SBG)                                |                               |
| 1992/93 | Feri Thierry (W)                                |                               |
| 1993/94 | Feri Thierry (W)                                | Nina Slana                    |
| 1994/95 | Alexander Rösch (VBG)                           | Dietrich Haubenberger         |
| 1995/96 | Andreas Piewald (NÖ)                            | Frank Breuss                  |
| 1996/97 | Christian Tesch (NÖ)                            | Severin Wilscher              |
| 1997/98 | Roman Heidinger (W)                             |                               |
| 1998/99 | Lukas Mandl (W)                                 | Matthias Dietrich             |
| 1999/00 | Silvia Fuhrmann (BGLD) /Stefan Friedrich        |                               |
| 2000/01 | Michael Kurt Höfler (NÖ)                        | Bernadett Thaler (Humer) (NÖ) |
| 2001/02 | Eva Gollubits (BGLD) / Rita Sommersguter (STMK) |                               |
| 2002/03 | Marc Vecsey (W)                                 | Cornelia Daniel               |
| 2003/04 | Gregor Schütze (OÖ)                             | Bernhard Adamec (NÖ)          |
| 2004/05 | Jürgen Stöttinger (OÖ)                          | Astrid Maier                  |
| 2005/06 | Stephan Steinhofer (BGLD)                       | Thomas Steinkellner (KTN)     |
| 2006/07 | Markus Krempl (NÖ)                              | Veronika Pemmer (NÖ)          |
| 2007/08 | Martina Kaufmann (STMK)                         | Sandra Spörk (W)              |
| 2008/09 | Matthias Hansy (NÖ)                             | Georg Traxlmayr (NÖ)          |
| 2009/10 | Oliver Möllner (W)                              | Clara Pitzinger (NÖ)          |
| 2010/11 | Oliver Möllner (W)                              | Isabell Bitschnau (VBG)       |
| 2011/12 | Jim Lefebre (STMK)                              | Lukas Holter (OÖ)             |
| 2012/13 | Daniel Perschy (W)                              | Vera Regensburger (T)         |
| 2013/14 | Thomas Gaar (STMK)                              | Martina Tiwald (KTN)          |
| 2014/15 | Felix Wagner (NÖ)                               | Julia Trinko (BGLD)           |
| 2015/16 | Philipp Kappler (KTN)                           | Astrid Wallinger (SBG)        |
| 2016/17 | Michaela Oppitz (OÖ)                            | Sebastian Lembacher (NÖ)      |
| 2017/18 | Sebastian Ratz (VBG)                            | Lena Milacher (SBG)           |
| 2018/19 | Tobias Hofstätter (W)                           | Ondrej Hanák (Stmk)           |
| 2019/20 | Sebastian Stark (NÖ)                            | Julia Wechselberger (T)       |
| 2020/21 | Anthony Grünsteidl (NÖ)                         | Jana Oberndorfer (OÖ)         |
| 2021/22 | Carina Reithmaier (W)                           | Sarah Drexler (STMK)          |
| 2022/23 | Manuel Kräuter (W)                              | Laura Bayer (VBG)             |
| 2023/24 | Charlotte Stütz (OÖ)                            | Jakob Gonano (W)              |
| 2024/25 | Vincent Reisner (OÖ)                            | Julian Schindler (BGLD)       |

## Länderorganisationen
| Bundesland       | Name (Abkürzung)                      | Landesobmann       | Landesgeschäftsführer   | Landesgeschäftssekretär |
| ---------------- | ------------------------------------- | ------------------ | ----------------------- | ----------------------- |
| Burgenland       | Schülerunion Burgenland (SUBU)        | Jonas Pichlbauer   | Csenge Szeker           |                         |
| Kärnten          | Schülerunion Kärnten (SUKTN)          | Bernadette Krall   | Ervin Stifter           |                         |
| Niederösterreich | Schülerunion Niederösterreich (SUNOE) | Jan Görlich        | Timo Zetek              | Linda Kagerer           |
| Oberösterreich   | Union Höherer Schüler (UHS)           | Xaver Eicher       | Paul Mairleitner        | Cora Weilharter         |
| Salzburg         | Schülerunion Salzburg (SASU)          | Alexandra Zivkovic | Lena Baum               |                         |
| Steiermark       | Schülerunion Steiermark               | Marcelle Bauer     | Felicitas Lackner       | Luca Kober              |
| Tirol            | Schülerunion Tirol (TISU)             | Arian Schachner    | Maximilian Steinlechner |                         |
| Vorarlberg       | Schülerunion Vorarlberg (SUVO)        | Jonas Mayrhofer    | Hannah Fäßler           | Robin Studer            |
| Wien             | Schülerunion Wien (WSU)               | Marius Hladik      | Merit Nwogu             | Jasin Eltelby           |

## Schülervertretung
Das Schülervertretungssystem ist in Österreich in drei Ebenen aufgeteilt: Schul-, Landes- und Bundesebene. Am Anfang jedes Schuljahres wird in jeder Schule eine Schülervertretung gewählt. Der Schulsprecher wählt dann am Ende des Schuljahres die Landesschülervertretung für das darauffolgende Schuljahr. Bei diesen Landesschülervertretungswahlen stellt die Schülerunion seit vielen Jahrzehnten in jedem Bundesland für alle drei Schulbereiche (AHS, BMHS und BS) Kandidaten. Die Landesschülervertretungen sind in jedem Bundesland in die drei Schulbereiche AHS (Allgemeinbildende Höhere Schulen), BMHS (Berufsbildende Mittlere und Höhere Schulen) und BS (Berufsschulen) gegliedert. Jeder dieser Bereiche stellt einen Landesschulsprecher inklusive 3–7 weiteren Mandate (Anzahl abhängig von der Größe des Bundeslandes). Bundesweit gibt es 159 Landesschülervertretungsmandate, sowie 29 Bundesschülervertretungsmandate. Die BSV besteht aus den drei Landesschulsprechern aller neun Bundesländer, sowie zwei Vertretern der Zentrallehranstalten. Die 29 Mandate der Bundesschülervertretung finden sich jedes Jahr im September das erste Mal zur ersten offiziellen BSV Sitzung zusammen, bei der auch ein Bundesschulsprecher inklusive drei Stellvertreter gewählt werden. Diese drei Stellvertreter sind auch gleichzeitig die bundesweiten Bereichssprecher der drei Schulbereiche AHS, BMHS und BS. 
Der Bundesschulsprecher ist damit der oberste Vertreter aller 1,1 Millionen Schüler Österreichs. Mit Flora Schmudermayer stellt die Schülerunion zum 18. Mal in Folge die Bundesschulsprecherin und die Mehrheit in der Bundesschülervertretung. Im Schuljahr 2023/24 stellt die Schülerunion 27 von 29 BSV-Mandaten, sowie 135 von 163 LSV-Mandanten in ganz Österreich.

## Sonstiges
2012 startete die Schülerunion eine Initiative namens „Bildungsverlierer“, welche auf mehr Qualität im Unterricht und die verstärkte Einbindung der Schülerschaft abzielt. Fürsprecher dieser Kampagne waren unter anderem damaliger Grünen-Bundessprecher und aktueller Bundespräsident Alexander Van der Bellen, Industriellenvereinigung-Präsident Veit Sorger, Buchautor Andreas Salcher oder auch Money Boy, der sogar einen Rap-Song im Zuge der Initiative veröffentlichte.
Die Schülerunion Vorarlberg gewann 2019 den Europa-Staatspreis „Europa in der Schule“ mit dem Veranstaltungsformat #klartext. Rund 1200 Zuhörer besuchten die größte Podiumsdiskussion zur EU-Wahl in ganz Österreich, die für Schüler organisiert wurde in Feldkirch.
Der alljährliche Schülerkongress ist ein mehrtägiges Softskillseminar der Schülerunion und wurde 2020 unter dem Motto „Welcome to the Jungle“ coronabedingt erstmals digital abgehalten. Insgesamt konnten sich mehrere hundert Schüler zu den Themen Motivation, Projektmanagement, Rhetorik und Kommunikation weiterbilden. Dieses Projekt wurde anschließend mit dem Staatspreis „COVID 19 – Jugendarbeit online“ ausgezeichnet.
Einige ehemalige Mitglieder der Schülerunion sind auch nach ihrer Schulzeit politisch engagiert geblieben, wie etwa Othmar Karas, Lukas Mandl, Nico Marchetti, Silvia Grünberger, Philipp Maderthaner (Kampagnenmanager und Berater von Sebastian Kurz), Reinhold Lopatka, Christopher Drexler, Susanne Raab, Claudia Plakolm (alle ÖVP), Stephanie Cox (JETZT) sowie der Grazer Gemeinderat Stefan Schneider (zuerst ÖVP, jetzt Grüne) und der langjährige NEOS-Vorsitzender und Gründer Matthias Strolz. Ehemalige Mitglieder aus der Wirtschaft sind beispielsweise Günter Ofner, Christian Zoll und Andreas Grünbichler.
Ein Funktionär der Schülerunion war 2017 in einen Antisemitismusskandal rund um eine ÖVP-nahe Chatgruppe verwickelt.
Im Jahr darauf hat ein Schülerunionsaussteiger über eine Sexpunkteliste berichtet, bei der Schüler und Schülervertreter mit Punkten bewertet werden, die fürs „Schmusen oder Pempan“ verteilt werden.
Auch die in Oberösterreich fungierende Landesorganisation der Schülerunion – die dort noch als Union Höherer Schüler auftritt – musste 2019 mit einem Skandal umgehen. Nach dem Austritt der damals noch amtierenden BMHS Landesschulsprecherin folgten von ihr Berichte über Erniedrigungen und Ritalin-Missbrauch auf internen Klausuren.
Zu Beginn von 2023 fällt die Schülerunion positiv mit einem Volksbegehren auf, dass sie mit der neu gegründeten Initiative "Gut, und selbst?" auf die Beine gestellt haben. Mit 138.131 gesammelten Stimmen wurde das Volksbegehren dann im Februar 2023 im Nationalrat besprochen und einige ihrer Forderungen wurden daraufhin in die Tat umgesetzt.